# Große Heidelibelle
Die Große Heidelibelle (Sympetrum striolatum) ist eine Libellenart aus der Familie der Segellibellen (Libellulidae). Diese bilden eine Familie der Unterordnung Großlibellen (Anisoptera). Bei der Auswahl der besiedelten Gewässer ist die Libelle recht genügsam. Sie besiedelt sowohl flache, warme Weiher als auch Pioniergewässer wie Sandgruben. Die Hauptflugzeit liegt in Mitteleuropa zwischen Juli und Oktober. Der Bestand gilt als gesichert.
Ihren Namen verdankt die Große Heidelibelle dem Umstand, dass sie der größte Vertreter ihrer Gattung in Deutschland ist. Der zweite Teil des Artnamens (Epitheton) striolatum (m. striolatus, „mit kleinen Streifen“) verweist auf die Musterung der unteren Rand der Hinterleibssegmente, besonders beim Weibchen. Die Art tritt in einigen Unterarten mit Verbreitungsschwerpunkten in Asien auf.

## Verbreitung
Die Große Heidelibelle ist eine weit verbreitete Art. Die Nominatform kommt im Norden Afrikas, in Europa ohne Nordskandinavien sowie in Klein- und Westasien vor. In Europa liegt der Verbreitungsschwerpunkt dabei im Mittelmeergebiet. In der Mongolei und in Burjatien ist die Unterart Sympetrum striolatum doshidordzii vertreten, in der Mandschurei, Nordkorea, den östlichsten Teilen Russlands und auf den Kurilen hingegen Sympetrum striolatum imitoides. Auf den Kurilen tritt zudem noch die endemische Unterart Sympetrum striolatum kurile auf. Sympetrum striolatum pallidum hingegen ist in Turkestan endemisch.

## Merkmale

### Bau der Imago

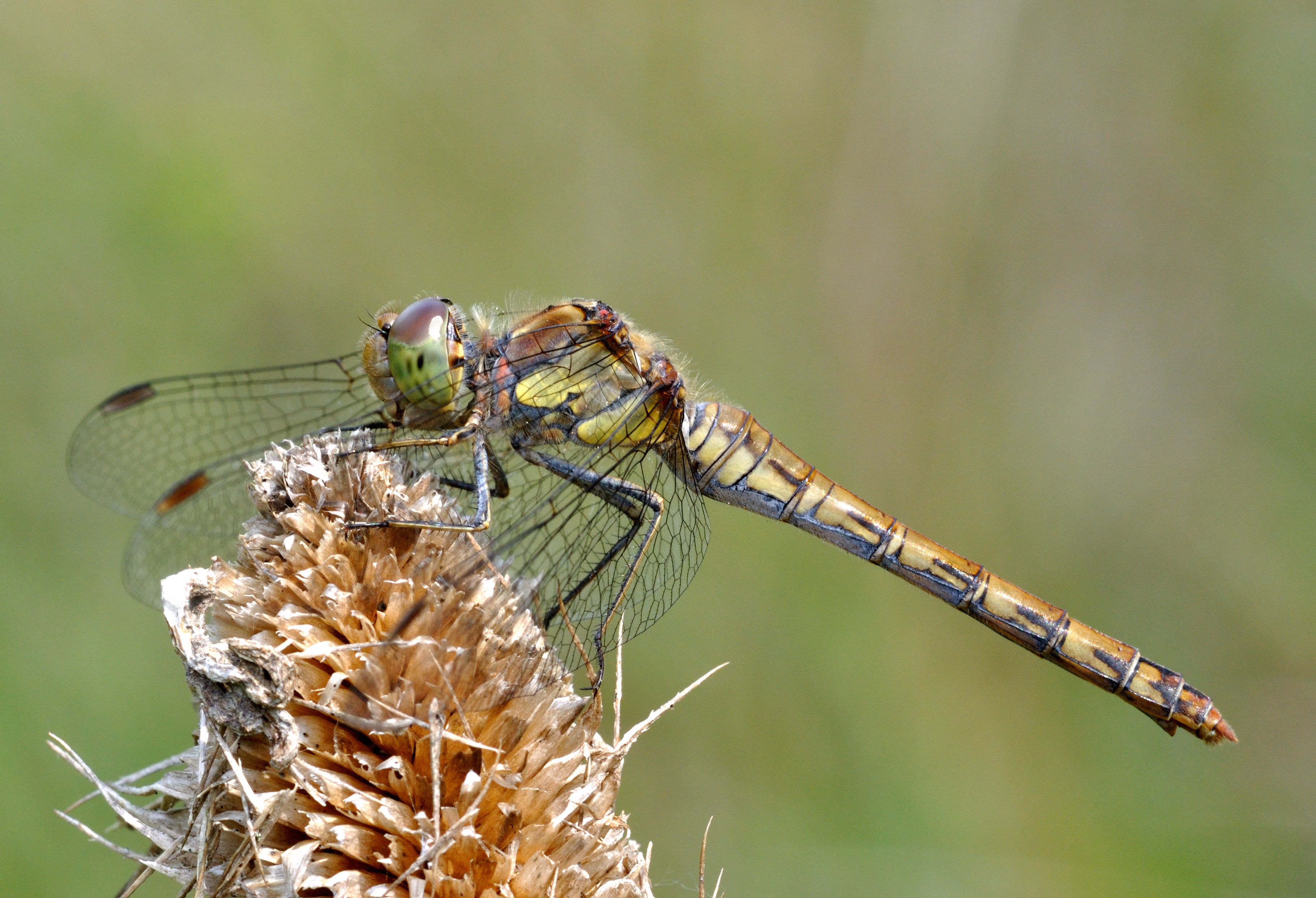
Weibchen; beachte die schräge (nicht steil abstehende) Legescheide

Der Hinterleib (Abdomen) der männlichen Großen Heidelibelle misst 26 bis 29 Millimeter, womit die Art die größte Heidelibelle in Deutschland ist. Die Weibchen sind unwesentlich kleiner und erreichen eine Hinterleibslänge zwischen 25 und 28 Millimetern. Ihre Flügel sind zwischen 27 und 30 Millimeter lang und variieren am Ansatz in der Breite von 2,9 bis 3 Millimetern. Die der Männchen hingegen messen 27 bis 29 Millimeter in der Länge und sind 2,9 bis 3,2 Millimeter breit. Die Gesamtkörperlänge kann 44 mm betragen, die Flügelspannweite bis über 60 mm.

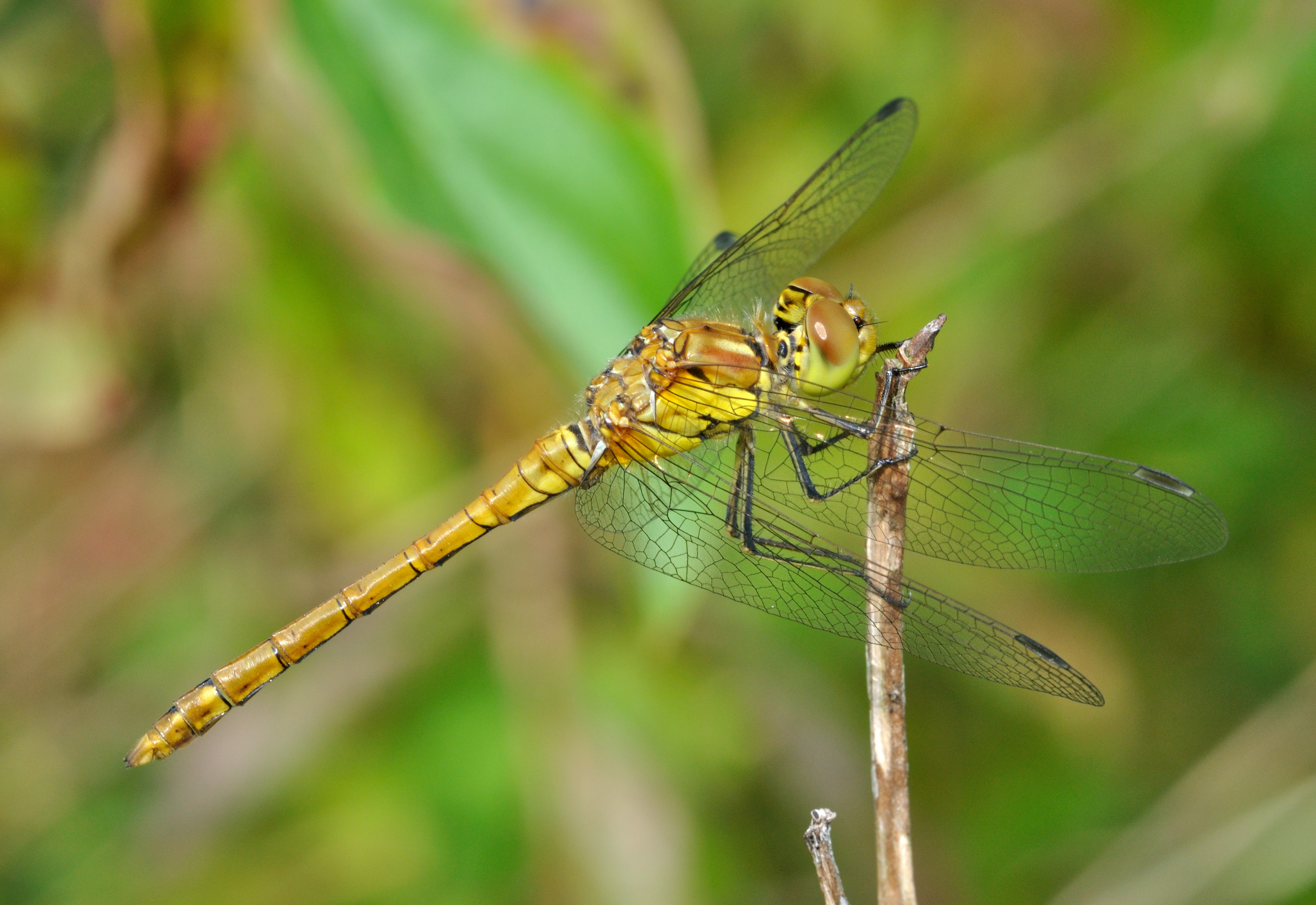
Junges Männchen

Direkt nach der Metamorphose zur Imago zeigen sich noch keine Sexualdimorphismen in der Färbung. Weibchen und Männchen sind zu diesem Zeitpunkt am Abdomen blassgrün. Der Brustabschnitt (Thorax) ist vorn hellrosa, die Seiten sind gelb und mit zarten braunen Strichen versehen. Die Stirn weist ein blasses Ockergelb auf, die Komplexaugen sind oben schokoladenbraun, unten gelbgrün. Es dauert etwa zwei Wochen, bis die endgültige ockergelbe Färbung entstanden ist.
Mit dem Altern färben die Tiere aus und es bilden sich farbliche Unterschiede zwischen den Geschlechtern heraus. Bei den Männchen stellt sich an der Medianlinie beginnend ein roter Farbton ein. Auf dem Thorax entstehen zwei helle Seitenstreifen, die eine Abgrenzung der Art gegenüber anderen Arten erlauben. Bei den Weibchen hingegen bleibt der Thorax blass und auf dem Abdomen sind nur in der unmittelbaren Nähe der Medianlinie rote Spuren zu erkennen.

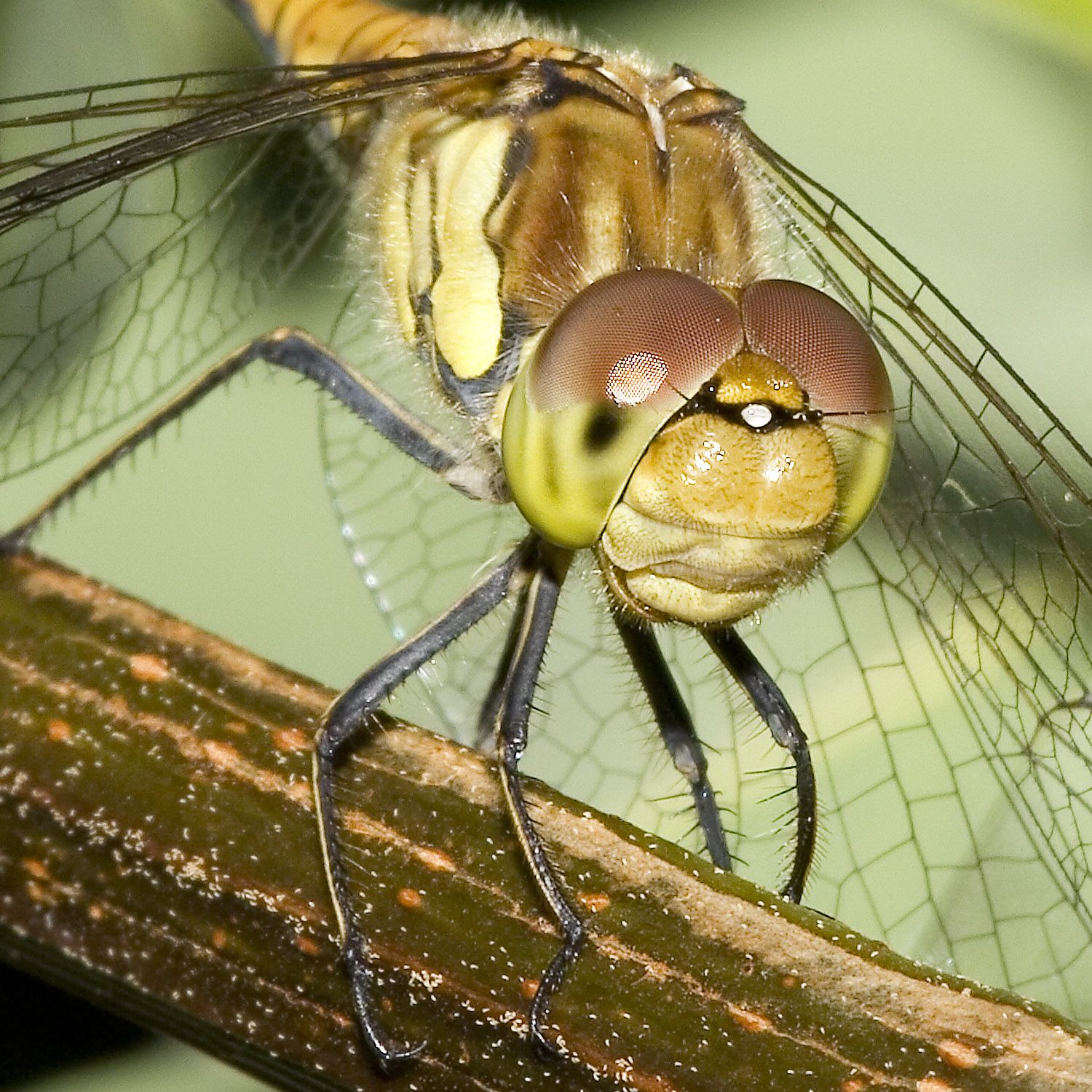
Die schwarze Stirnzeichnung endet an den Augenrändern und setzt sich nicht an diesen nach unten fort

Des Weiteren trägt der Kopf eine schwarze Stirnzeichnung, die an den Augen endet, während sie sich bei der Gemeinen Heidelibelle (Sympetrum vulgatum) ein Stück weit an den Augen nach unten fortsetzt. Die Beine sind schwarz und besitzen oberseits eine rote bis gelbe Färbung, die bei der ebenfalls ähnlichen Blutroten Heidelibelle (Sympetrum sanguineum) nicht vorhanden ist.

### Bau der Larve
Die Larven der Großen Heidelibelle sind wenig behaart und sepiafarben. Sie werden um die sieben Millimeter breit und 18 Millimeter lang. Der fünfeckige, auf der Oberseite leicht konvexe Kopf macht davon ungefähr 5,5 Millimeter aus. Das Occiput erstreckt sich weit nach hinten und auf dem Vertex befinden sich einige helle Flecken. An der Vorderkante des Kopfes befinden sich die fast halbkugeligen, großen Augen. Auch die Punktaugen (Ocelli) sind gut sichtbar. Die Antennen bestehen aus sieben Gliedern, wovon die ersten beiden verdickt und die restlichen fünf schlank sind.
Das Mentum verschmälert sich zunehmend nach hinten zum fast auf Höhe des mittleren Beinpaares gelegenen Gelenk hin. Die Taster (Palpen) sind dreieckig und stark konkav. Außerdem sind sie mit elf Borsten besetzt, wobei die Zahl etwas schwanken kann. Das Mentum hingegen weist 14 Borsten auf.
Im letzten Larvenstadium ist die auf dem Thorax befindliche Flügelscheide fünf Millimeter lang. Die Länge der vergleichsweise langen Beine nimmt von vorn mit ungefähr zehn Millimetern über die Mitte (um die elf Millimeter) nach hinten auf circa 16 Millimeter zu.
Auf den Segmenten fünf bis acht des Abdomens befinden sich mittig kleine Dornen, von denen der erste von der Flügelscheide verdeckt wird. Auf dem achten und neunten Segment befinden sich auch seitlich Dornen. Während jene des achten Segments relativ kurz sind, sind diese Auswüchse beim neunten ungefähr genauso lang wie die letzten beiden Segmente zusammen.
Die stark behaarten Hinterleibsanhänge sind relativ kurz. Während die dorsalen ungefähr der Länge des neunten und zehnten Segments entsprechen, sind die Cerci nur ungefähr ein Viertel so lang.

### Ähnliche Arten

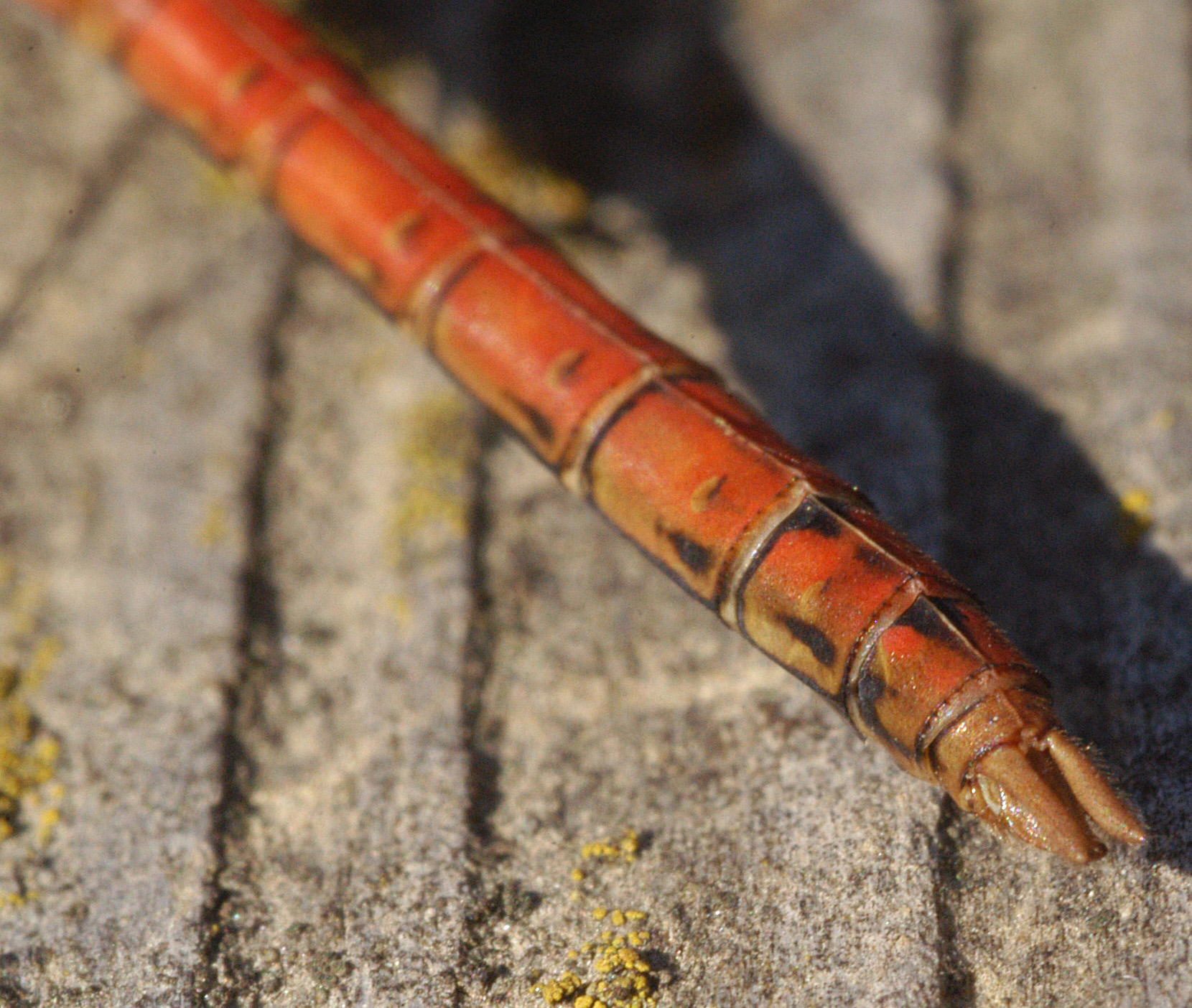
Das kaum verbreiterte Hinterleibsende der Männchen kann zur Bestimmung der Art verwendet werden

Da sich viele Arten der Heidelibellen stark ähneln, ist eine Unterscheidung teilweise schwierig. Die größte Verwechslungsgefahr besteht mit der Gemeinen Heidelibelle (Sympetrum vulgatum). Die beiden Arten gleichen sich insbesondere gegen Ende der Flugzeit durch das Dunkeln der Großen Heidelibelle so stark, dass die Großen Heidelibellen im letzten Jahrhundert für noch nicht vollständig ausgefärbte Gemeine Heidelibellen gehalten wurden. Unterscheiden lassen sich beide Arten aber daran, dass bei der Großen Heidelibelle der schwarze Stirnstrich schon an den Augen endet. Auch der helle Seitenstreifen auf der Brust kann Aufschluss über die Art geben, da er bei der Gemeinen Heidelibelle deutlich weniger ausgeprägt ist. Für die Männchen ist zudem das letzte Drittel des Hinterleibs ein Unterscheidungsmerkmal, da dieses bei der Großen Heidelibelle kaum verbreitert ist. Bei den Weibchen der großen Heidelibelle steht die Legeröhre schräg vom Hinterleib ab, bei den Weibchen der S. vulgatum dagegen steht sie im rechten Winkel zum Hinterrand.

## Lebensraum
Bei der Auswahl der besiedelten Gewässer ist die Libelle recht genügsam, solange diese um die 16 °C bis 21 °C warm sind.

### Larvalhabitat
Die Larven halten sich zwischen unter Wasser wachsenden Pflanzen in nicht allzu großer Tiefe auf. Bevorzugt werden dabei Tausendblatt und Wasserschlauch aufgesucht. Wenn nicht zu viele Fische im Gewässer sind, halten sie sich durchaus auch in unbewachsenen Bereichen des Gewässers auf. In flachen Wasserzonen leben die Larven auch auf dem Grund. Insgesamt suchen die Tiere unabhängig davon, ob sie nun an der submersen Vegetation oder auf dem Grund leben, möglichst nicht zugewachsene Wasserzonen auf, die gut von der Sonne beschienen werden. Die besiedelten Gewässer sind stehende Gewässer, welche allenfalls durch den Wind oberflächlich bewegt sind. In welcher Tiefe die Larven zu finden sind, hängt in erster Linie vom Wärmehaushalt des Gewässers ab. Sie sind auch noch in einem Meter Tiefe anzutreffen, wenn das Wasser dort noch zwischen 16 °C und 21 °C warm ist. Üblicherweise tauchen die Larven aber nicht so tief. Gegenüber dem Säuregrad des Wassers stellen die Tiere wenige Ansprüche. Bevorzugt werden eutrophe Gewässer. Nur sehr saure Moorgewässer mit pH-Werten unter fünf besiedeln die Larven nicht. Ein Austrocknen überleben die Larven nicht.

### Imaginalhabitat
Nach dem Schlupf entfernt sich die Große Heidelibelle, wenn die Flügel genügend ausgehärtet sind, zwischen 30 und 200 Metern vom Gewässer, um nicht leichte Beute der Vögel zu werden, die die Gewässerränder regelmäßig durchsuchen. Für den weiteren Reifeprozess entfernen sich die Tiere der Art zum Teil aber mehrere Kilometer vom Schlupfgewässer. Dabei suchen sie vornehmlich Wiesen, Waldlichtungen, Wege und Gärten auf. Für die Fortpflanzung wählen die Tiere Gewässer, die den Habitatansprüchen der Larven genügen. Das Ufer sollte dabei flach abfallen und nicht allzu hoch bewachsen sein. Wie die Larven meiden auch die Imagines beschattete Bereiche.

## Lebensweise

### Phänologie

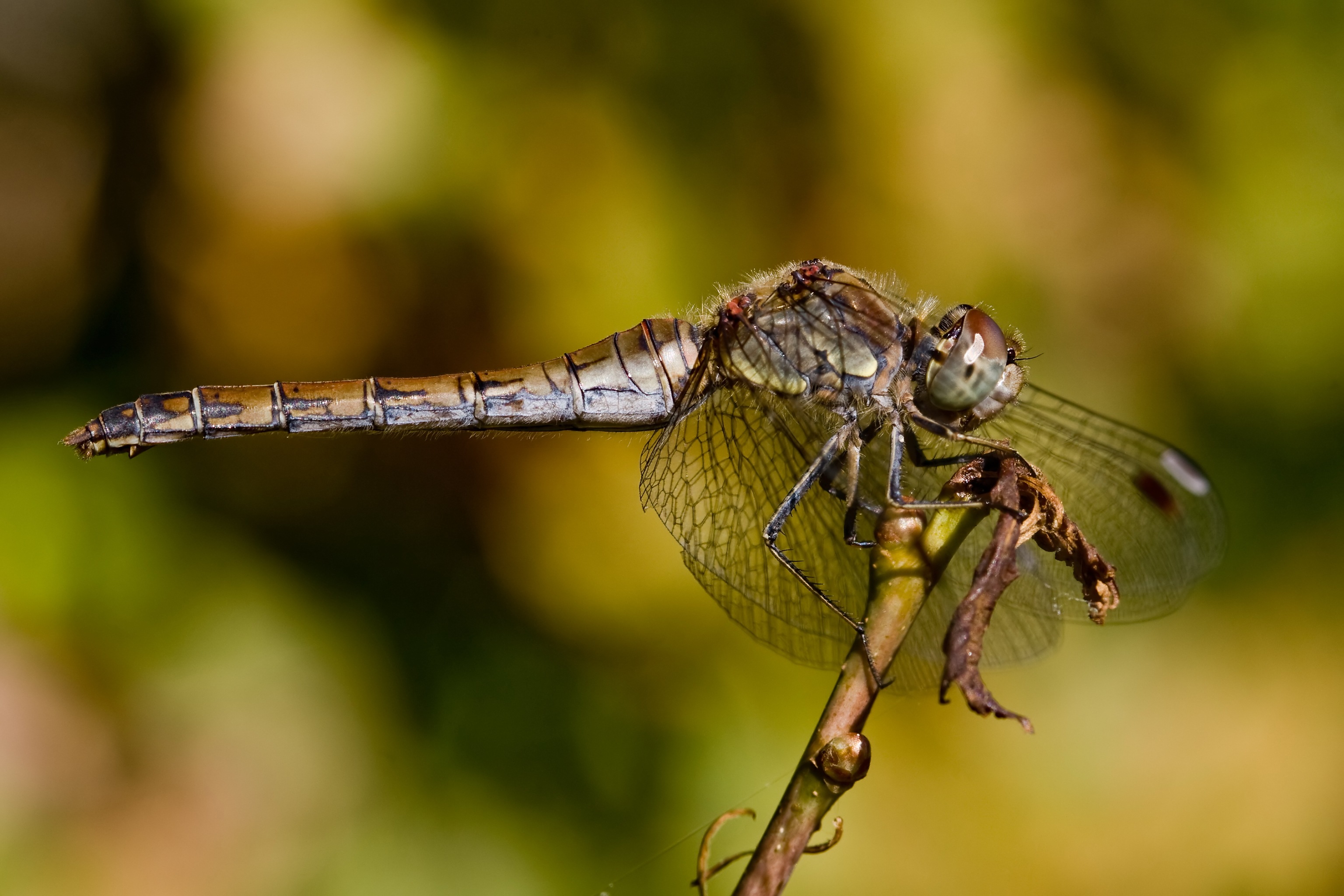
Älteres Weibchen

Die Flugzeit der Imagines beginnt in Mitteleuropa frühestens Anfang Juni und reicht bis Anfang November. Bei günstiger Witterung kann sich die Saison aber auch bis in den Dezember erstrecken. Das Maximum des Schlupfes wird in der zweiten Augusthälfte erreicht. Verglichen mit anderen Libellenarten ist die Flugzeit ausgesprochen lang. Über den Tag beginnt die Libelle an warmen Sommertagen bereits um acht Uhr ihren Flug. Fortpflanzungsaktivität findet aber gewöhnlich erst ab neun Uhr statt und endet gegen 14 Uhr. Um diese Zeit ziehen sich die Tiere auch an geschütztere Bereiche des Gewässers zurück. An kälteren Tagen im Herbst verschiebt sich der Tagesablauf in Richtung der wärmsten Zeiten.
Zur Erwärmung der Flugmuskeln nutzt die Große Heidelibelle neben der Ausrichtung zum Sonnenstand auch die durch Bewegung der Muskeln entstehende Wärme. Hierzu zittert sie insbesondere bei Temperaturen unter 13 °C mit den Flügeln. Dieser Trick ermöglicht es der Art, auch bei niedrigen Temperaturen um die 10 °C zu starten. Arten, die sich ausschließlich auf die Wärmezufuhr der Sonne verlassen, wie beispielsweise die Blutrote Heidelibelle, können erst ab circa 14 °C auffliegen. Ein interessantes temperaturabhängiges Merkmal der Art ist, dass sich der Farbton des weiblichen Abdomens bei Temperaturen unter 12 °C innerhalb von 10 Stunden dunkelrot färbt. Steigt die Temperatur wieder, färbt sich auch das Abdomen innerhalb von 30 bis 40 Minuten wieder heller. Vermutlich dient dieser Farbwechsel der besseren Regulation der Körpertemperatur. Die Art ernährt sich üblicherweise von kleinen Fluginsekten, wie Mücken oder Bremsen, hat aber keine speziellen Ansprüche, sondern frisst alles, was sie überwältigen kann.
Ähnlich wie der Vierfleck bildet auch die Große Heidelibelle ab und zu Schwärme. Allerdings fallen diese in der Regel deutlich kleiner aus. Aber auch im Alltag agiert die Art auf einem vergleichsweise großen Gebiet. So wurden schon Aktionsradien von etwa 1.300 Metern beobachtet.
Teilweise wird die Art von Milben der Gattung Arrenurus befallen. Diese setzen sich an den Flügelansatz und saugen Hämolymphe, bis sie vollgesogen spätestens im August abfallen.

### Fortpflanzung

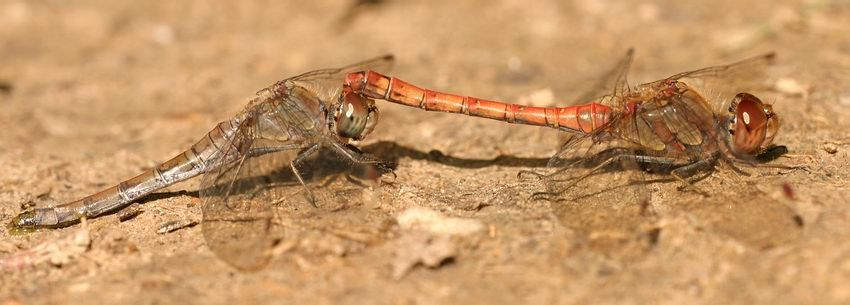
Paarung der Großen Heidelibelle im Tandem

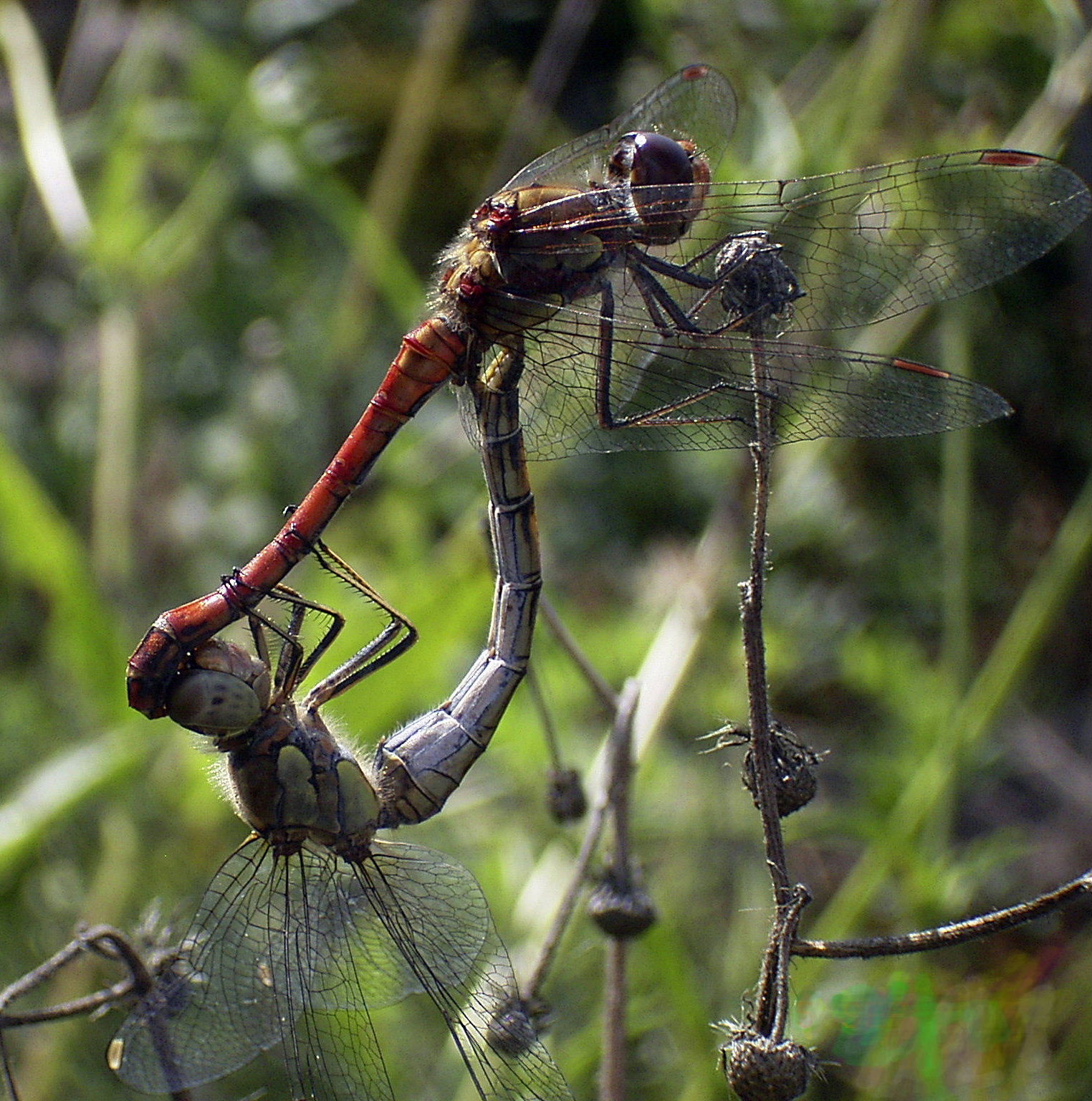
Paarungsrad

Zur Paarung bereite Männchen warten auf einem ungefähr drei bis fünf Meter hohen Ausguck und passen vorbeifliegende Weibchen ab. Dabei kommen sich die einzelnen Männchen üblicherweise nicht näher als zehn bis 15 Meter. Ein festes Revier haben sie aber dennoch nicht. Zur Paarung bilden Männchen und Weibchen ein Tandem. Dazu greift das Männchen mit seinen Hinterleibsanhängen hinter den Kopf des Weibchens. Hierauf folgend landet das Paar und das Weibchen bewegt die am Ende ihres Abdomens gelegene Geschlechtsöffnung zu der des Männchens, die am Anfang des Abdomens gelegen ist. Funde von mit toten Weibchen verkoppelten, lebenden Männchen und weitere Beobachtungen deuten darauf hin, dass es dem Männchen nicht möglich ist, sich selbständig vom Weibchen zu lösen. Diese Ablösung erfolgt in der Regel, indem sich das Weibchen an emerser Vegetation festhält, während sich das Männchen durch Wegfliegen löst. Nach der Trennung legt das Weibchen für ungefähr 20 Minuten Eier ab, wobei es anfänglich vom Männchen bewacht wird. Die Ablage erfolgt durch Eintauchen der Abdomenspitze in das Wasser. Nach Vollendung der Paarung können sich beide Partner erneut paaren. Allerdings benötigt es wohl einige Tage, bis das Weibchen wieder befruchtungsfähige Eier gebildet hat. Die Gelege umfassen bis zu mehrere Tausend Eier, wobei ein einzelnes Ei nur circa 0,3 Millimeter breit und 0,6 Millimeter lang ist. Auf Grund der wenig spezialisierten Kopulationsapparate kommt es bei Heidelibellenarten oft auch zu Fehlpaarungen mit artfremden Partnern. Hierzu tragen verschärfend überschneidende Lebensräume und die Ähnlichkeit vieler Arten bei.

### Embryonalentwicklung
Die Entwicklung der Embryonen ist weitgehend unverstanden und weist einige für Libellen atypische Eigenschaften auf. So verlangsamt sich beispielsweise die Dauer der Entwicklung bis zum Schlupf der Larve aus dem Ei in Laborversuchen bei Erhöhung der Temperatur von 16 °C auf 21 °C deutlich und verkürzt sich bei weiterer Steigerung auf 26 °C wieder. Allerdings liegt die Dauer bei 26 °C immer noch deutlich über jener bei 16 °C. Bei anderen Libellen dagegen sinkt die Entwicklungsdauer stetig mit steigender Temperatur. Aber auch bei gleicher Temperatur schwankt die Entwicklungsdauer enorm und liegt zwischen zehn und 60 Tagen. Dabei spielt offenbar das Alter des Weibchens, von dem die Eier stammen, sowie die Photoperiode, das Datum der Eiablage und die bereits erwähnte Temperatur eine Rolle. Eine Diapause kommt bei vor September gelegten Eiern selten vor. Man führt dies auf die Herkunft aus mediterranen Gebieten zurück. Gegen Ende September und insbesondere im Oktober nimmt die Zahl der Eier, aus denen die Larven erst nach Überwinterung schlüpfen, aber zu. Jene Eier benötigen für die Entwicklung üblicherweise zwischen 80 und 184 Tagen. Auch wenn die Große Heidelibelle heute fast ausschließlich Gewässer besiedelt, die durchgängig Wasser führen, können die Eier Zeiten im Trockenen anscheinend unbeschadet überstehen. Auch hier vermutet man die Ursache in Anpassungen an das ursprüngliche Verbreitungsgebiet im Mittelmeerraum mit seinen ephemeren Gewässern.

### Larvalentwicklung
Bei günstigen Bedingungen entwickeln sich die Larven innerhalb von zwölf bis 15 Wochen. Üblicherweise vollziehen die Tiere in der Entwicklung acht bis zehn Häutungen. Ungefähr nach der vierten Häutung misst das Tier drei Millimeter und die Flügelscheide wird erstmals ansatzweise sichtbar. Ebenfalls mit der vierten Häutung werden die Zeitabstände zwischen zwei Häutungen einheitlich. Während diese vorher zwischen 42 und 12 Tagen schwanken, liegen sie danach bei circa 8 Tagen. In wärmeren Gegenden kann es zu zwei Generationen pro Saison kommen. In Deutschland kommt normalerweise nur eine vor. Weiter im Norden ist auch eine Entwicklungsdauer, die sich über zwei Jahre erstreckt, üblich. Für den Schlupf erklettern die Larven aus dem Wasser ragende Seggenhalme. Man findet sie dann in zehn bis 30 Zentimeter Höhe oberhalb des Wasserspiegels.

## Systematik
Die Große Heidelibelle wird innerhalb der Großlibellen in die Gattung Heidelibellen (Sympetrum) eingeordnet, die von Newman 1833 angelegt wurde. Innerhalb der Gattung wird die Große Heidelibelle als nächste Verwandte der Gemeinen Heidelibelle (S. vulgatum) und der Schwarzen Heidelibelle (S. danae) beschrieben. Dies stützt sich auf enzymatische Untersuchungen.
Innerhalb der Art gibt es fünf Unterarten. Dies sind S. striolatum doshidordzii, S. striolatum imitoides, S. striolatum kurile, S. striolatum pallidum und S. striolatum striolatum. Hinzu kommen noch zwei Kandidaten für weitere Unterarten. Zum einen Sympetrum nigrifemur, die aber wohl eine Art darstellt, und Sympetrum nigrescens. Beide sind auf Inseln zu finden, was ihre Entstehung durch Gendrift erklärbar machen würde.

## Wissenschaftliche Beschreibungen
Erstmals beschrieb der deutsche Entomologe Toussaint von Charpentier 1840 die Art. Ihm lag dabei zum einen ein Männchen aus Schlesien vor, das er als Libellula striolata beschrieb. Zum anderen konnte er auf ein Exemplar aus Portugal zurückgreifen, dessen Geschlecht er aber nicht angab. Zudem erkannte er die Gleichheit der Arten nicht und beschrieb Letzteres als Libellula ruficollis. Der Holotyp befindet sich heute im Französischen Nationalmuseum für Naturgeschichte (Muséum national d’histoire naturelle) in Paris. Ein weiteres Synonym schuf im Folgejahr Sélys, der ein Tier als Libellula macrocephala beschrieb. 1905 stuften Jacobson und Bianki die Art zur Unterart herab und stellten ihr die 1887 erstmals beschriebene Sympetrum striolatum pallidum zur Seite. Zehn Jahre später gesellte Bartenef noch die Sympetrum striolatum imitoides dazu, die er in der gleichen Veröffentlichung erstmals anhand eines Weibchens aus Wladiwostok beschrieb. Das der Beschreibung zu Grunde liegende Tier befindet sich heute im Zoologischen Museum von Sankt Petersburg. Die vierte Unterart, Sympetrum striolatum doshidordzii, wurde 1958 von Belyshev und Doshidordzii auf Basis eines Männchens aus der Mongolei beschrieben. 1976 legte Belyshev noch eine weitere Beschreibung eines Männchens von den Kurilen als fünfte Unterart Sympetrum striolatum kurile vor.

## Literatur

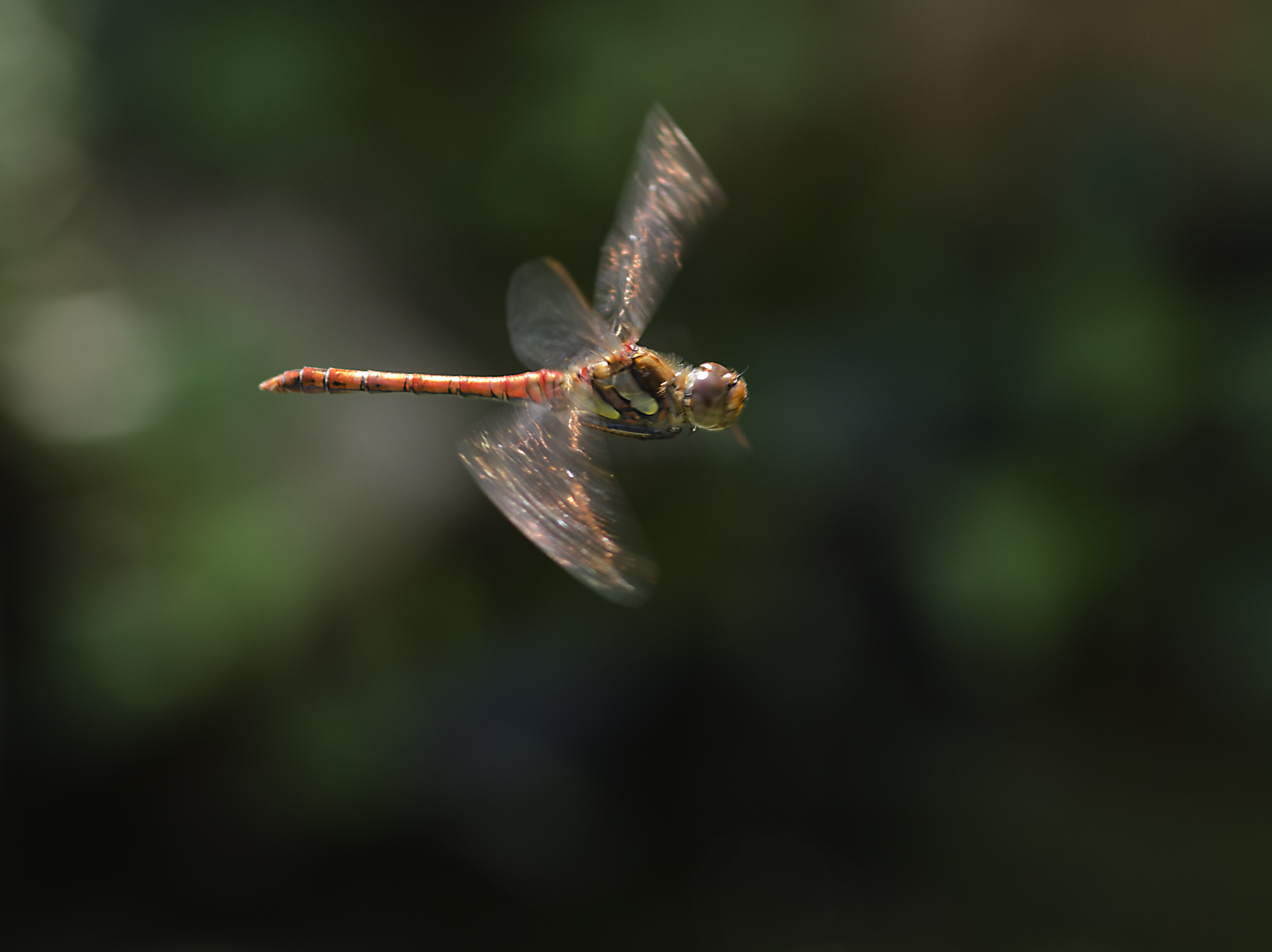
Im Flug